# Microphor hiemalis
Microphor hiemalis är en tvåvingeart som beskrevs av White 1916. Microphor hiemalis ingår i släktet Microphor och familjen styltflugor. Inga underarter finns listade i Catalogue of Life.